# نظام تبادل البيانات الأوروبي
نظام تبادل البيانات الأوروبي هي مجموعة أوروبية مكونة من أحدث سواتل المدار الأرضي الجغرافي المتزامن التي ستنقل المعلومات والبيانات بين السواتل والمركبات الفضائية والطائرات بدون طيار والمحطات الأرضية، ويعتزم المصممون أن يوفر النظام الاتصالات تقريبا على أساس التفرغ، حتى مع وجود سواتل في مدار أرضي منخفض غالبا ما يخفض مستوى الرؤية من المحطات الأرضية.
وستجعل البيانات عند الطلب متاحة، على سبيل المثال، لعمال الإنقاذ الذين يرغبون في البيانات الساتلية شبه الآنية لمنطقة الأزمات، ويجري تطوير النظام كجزء من برنامج آرتس 7 ويهدف إلى أن يكون نظاما ساتليا أوروبيا مستقلا يقلل من التأخيرات الزمنية في إرسال كميات كبيرة من البيانات.
ويشبه هذا البرنامج النظام الساتلي الأمريكي لتتبع البيانات الذي أنشئ لدعم مكوك الفضاء، غير أن النظام يستعمل تكنولوجيا الجيل الجديد من أجهزة الاتصالات بالليزر، محطة الليزر ينقل 1.8 جيجابت/ثانية عبر مسافة 45,000 كم، وقد تم اختبار هذه المحطة بنجاح أثناء التحقق في المدار بين الساتل الألماني تيراسار أكس [الإنجليزية] والساتل الأمريكي نفير (ساتل) [الإنجليزية] 
كما بدأ العمل على ساتل الاتصالات التجاري "ألفاسات [الإنجليزية]"، لإجراء المزيد من عروض خدمات النظام والتشغيل وفي السواتل الحارسة التشغيلية التي تعتبر جزءاَ من برنامجكوبرنيكوس الأوروبي.

## روابط خارجية
- EDRS SpaceDataHighway
- EDRS at ESA website
- Redefining Satellite Data Transfer